# Maria Neira
María P. Neira (nascida em 1962) é uma médica espanhola, funcionária pública internacional e diplomata que desde 2005 serve como Diretora do Departamento de Saúde Pública, Meio Ambiente e Determinantes Sociais da Saúde (PHE) da Organização Mundial da Saúde (OMS).).

## Biografia
María P. Neira estudou medicina e cirurgia na Universidade de Oviedo nas Astúrias, em Espanha. Especializou-se em endocrinologia e doenças metabólicas na Université Paris-Déscartes em Paris, França. Obteve um mestrado em saúde pública e um diploma em nutrição humana pela Université Pierre et Marie Curie, em Paris, França. Neira recebeu o diploma internacional em Preparação para Emergências e Gestão de Crises concedido pela Universidade de Genebra, na Suíça.
No início da sua carreira, Neira foi coordenadora médica dos Médicos Sem Fronteiras em campos de refugiados em Salvador e Honduras durante o conflito armado e o período de instabilidade. Foi vice-ministra da Saúde e Assuntos do Consumidor na Espanha de 2002 a 2005. Ela também atuou como presidente da Agência Espanhola de Segurança Alimentar e Nutrição. Durante cinco anos foi Assessora de Saúde Pública no Ministério da Saúde em Maputo e Moçambique. Foi também Conselheira/Médica de Saúde Pública da ONU para o Programa de Desenvolvimento das Nações Unidas (PNUD) em Kigali, Ruanda.
Em novembro de 2019, Maria Neira ingressou no Conselho Consultivo de Alto Nível do Lancet Countdown: Tracking Progress on Health and Climate Change.

## Honras e prémios
- “Mulheres inspiradoras a trabalhar para proteger o meio ambiente,” Comemoração do Dia Internacional da Mulher em Genebra, pelo PNUMA (2016)[3]